# 高棉國家軍隊
高棉國家軍隊（簡稱為FANK）是高棉共和国时期的武裝國防部队，前身為柬埔寨王家军，自1970年3月18日朗诺发动政变后，柬埔寨王国改为国号高棉共和国，而国家的政府军也从柬埔寨王家军改成高棉国家軍隊，1975年4月17日红色高棉攻入金边，高棉国家軍隊全军投降后，大多数人被红色高棉处决。

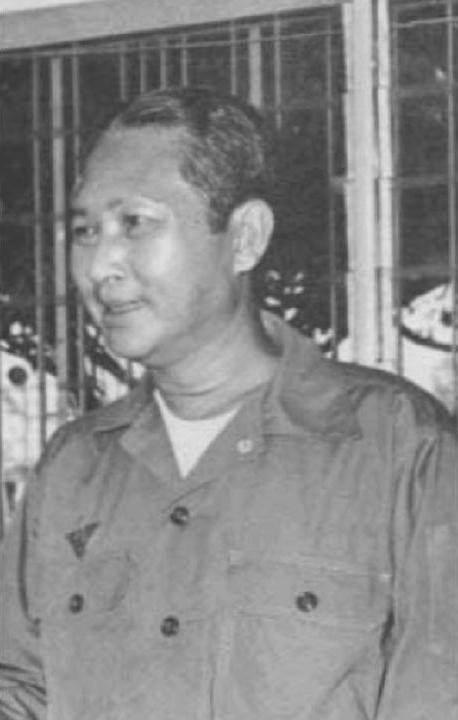
高棉共和国总统朗诺元帅.